# Saint-Hilaire-du-Harcouët (commune déléguée)
Cet article concerne la commune déléguée de Saint-Hilaire-du-Harcouët. Pour la commune nouvelle, voir Saint-Hilaire-du-Harcouët.
Saint-Hilaire-du-Harcouët est une ancienne commune française du département de la Manche et de la région Normandie, peuplée de 3 675 habitants.
Depuis le 1er janvier 2016, elle est devenue une commune déléguée de la commune nouvelle de Saint-Hilaire-du-Harcouët après sa fusion avec ses voisines Saint-Martin-de-Landelles et Virey.

## Géographie

### Localisation
La ville est située au confluent de la Sélune et de l'Airon, au sud de l'Avranchin, au carrefour de trois régions, provinces : la Normandie, la Bretagne et les Pays de la Loire.
Son bourg est à 15 km sud-ouest de Mortain, à 25 km sud-est d'Avranches, à 28 km au nord de Fougères et à 38 km à l'ouest de Domfront.

## Toponymie
La ville est nommée en l'honneur d'Hilaire de Poitiers, théologien du IVe siècle, docteur de l'Église. Le toponyme Harcouët provient du vicomte Harscoitus de Saint-Hilaire qui fut le premier seigneur de la cité et architecte de la forteresse. Son nom est attesté conjointement à celui du village dès le début du XIIe siècle (1145). Ce nom de personne breton en vogue dans la Normandie ducale est parfois normannisé en Ha(r)sculfus.
La localité est mentionnée pour la première fois vers 1040 sous la forme latinisée Sanctus Hylarius selon Adigard des Gautries dans Les noms de lieux de la Manche.
Au cours de la période révolutionnaire de la Convention nationale (1792-1795), la commune a porté le nom de Hilaire-Harcouët.
Le gentilé est Saint-Hilairiens.

## Histoire
En 911, en cédant aux envahisseurs Vikings les terres de part et d'autre de la vallée de la Seine pour arrêter les pillages et les violences, Charles le Simple donne naissance à la Normandie. Le duché de Normandie est très vite étendu à l'ouest par ses premiers ducs et Saint-Hilaire (qui était déjà un petit village chrétien à l'époque[réf. nécessaire]) y est inclus dès 933. Désormais au carrefour de la Normandie, de la Bretagne et du Maine, le village devient une place forte.
En 1083, Guillaume le Conquérant en fait un choix stratégique en tant que forteresse et ligne de défense, il demande à son demi-frère Robert, comte de Mortain, d'y édifier un château. Sous l'influence des moines bénédictins installés depuis 1083 dans le petit monastère du Prieuré, qui dépendait de l'abbaye de Saint-Benoît-sur-Loire, Saint-Hilaire se développe rapidement.
En 1137, la place de Saint-Hilaire défendue par Pierre de Hascouet, doit se rendre à Geoffroy Plantagenêt, opposé au roi Étienne dans la possession du duché de Normandie.
Au XVe siècle, Saint-Hilaire perd son rôle militaire, son commerce se développe.
La forteresse cède la place à un château de petite noblesse au XVIIIe siècle ; après la Révolution très active en Basse-Normandie plusieurs châteaux de la région sont complètement détruits ou brûlés comme celui de Saint-Symphorien-des-Monts, celui de Saint-Hilaire sert un temps de mairie à la nouvelle commune, mais on le trouve trop luxueux pour servir de maison du peuple, il est donc vendu et racheté par les prêtres de la commune en 1820. C'est en utilisant les anciennes pierres du château, dont les fossés se distinguaient encore au XIXe siècle, que fut construite la grande église néogothique à deux tours de Saint-Hilaire-du-Harcouët. La vieille tour de Saint-Hilaire, un des rares vestiges du passé de la ville n'appartenait pas au château médiéval, mais à la petite église de campagne édifiée au XIIe siècle, l'église Saint-Blaise. En ce temps-là, la commune ne compte que 15 à 20 maisons, ce qui représente environ 80 habitants, sans compter les moines.
Saint-Hilaire fut la troisième ville de France à être électrifiée en 1889. Pour comprendre cette histoire il faut se rendre à la sortie de Saint-Hilaire, sur la route de Saint-James, à Saint-Brice-de-Landelles au lieu-dit le Vauroux ou Julien François Raulin (1795-1873) avait fondé en 1829 une manufacture de filature et de teinturerie, dont les machines fonctionnaient à la force de l’eau et de la vapeur. Son fils Victor (1818-1872) poursuivit l’affaire de son père, de même que son fils René Amiard qui, en 1881 s’associa à son cousin Julien Bréhier. Aucun document ne permet d’affirmer que la filature Amiard fonctionnait encore au Vauroux après 1881, mais une chose et sûre, en 1885, se rendant à la filature de Saint-Hilaire, René fut abordé sur le pont d’Airon ou pont de Bretagne par un inconnu qui lui demanda s’il pensait que le moulin pigeon était à vendre. « Non, je ne sais pas, mais si vous cherchez une force motrice, j’en possède une à 3 km d’ici, au Vauroux, que je pourrais vous louer » répondit René Amiard. Cet inconnu était le parisien Ernest Lamy qui cherchait une chute d’eau pour installer l’éclairage électrique dans une agglomération quelque peu importante. Une convention fut donc établie le 6 décembre 1886 et il installa une dynamo à courant continu dans la salle de cardage de ce que l’on appelait l’usine d’en haut. La chute d’eau actionnait une roue à aubes de 5 m de large et 4 m de haut dont la rotation lente obligeait une forte démultiplication pour que l’induit de la dynamo tourne à environ 400 tr/min.
Pendant que l’installation de l’usine s’effectuait, la ligne de transport fut établie sur la route de Saint-James avec des fils de cuivre de 4 mm, et l’inauguration le 16 juin 1889 devait être somptueuse… Hélas, rien ne se passa comme prévu, ainsi que le relève l’abbé Cosson : « On devait acclamer ce jour-là les premières splendeurs de l’éclairage électrique et le premier convoi de voyageurs par notre voie ferrée partant de Vire. Un frisson de fierté et de satisfaction passa par toute la ville ; enfin notre pays perdu entrait officiellement dans la grande civilisation ! » Mais on déchanta bien vite, « Hélas la fête de la lumière fut réduite à sa plus simple expression, notre sympathique chef de gare, M. Yves Laveyrie qui nous arrivait de Pontaubault put avec quelques privilégiés admirer l’unique lampe fonctionnant dans le cabinet du maire. Il en était de cette tentative comme du projet d’éclairage au gaz en 1870. Après deux ans de travaux conduits mollement et souvent interrompus, l’entrepreneur électricien, M. Lamy éclaira encore partiellement nos places pendant l’hiver 1889-1890, puis n’éclaira plus rien. Il fut condamné à 10 000 francs de dommages et intérêts. »
René Amiard, ne voulant pas laisser les bâtiments du Vauroux en non-valeur, reprit donc les choses en main et fonda alors la Société Anonyme de Saint-Hilaire avec plus de moyens techniques : de plus grosses dynamos fournissant 115 volts, cette installation précaire qu’elle fut, était néanmoins la première de Basse-Normandie, et le troisième de France ! Elle comptait au départ 80 abonnés privés (qui ne pouvaient allumer qu’une seule lampe à la fois !) et une soixantaine de lampes d’éclairage public.
À partir de 1910, René Amiard fut secondé par son fils Alfred qui, après des stages en Allemagne amena une nouvelle évolution plus importante que la seule force hydraulique du Vauroux. Il installa à Saint-Hilaire même un moteur à gaz pauvre de 30 ch entraînant une génératrice pour alimenter 36 installations et 134 compteurs. Malgré tout, la société devint une entreprise familiale quand son fils Alfred repris l’affaire en 1919. On était passé après la grande guerre à 61 installations et plus de 200 compteurs. L’entreprise se développa très rapidement alors, la nécessité de trouver une nouvelle puissance d’énergie obligea le nouveau propriétaire à se tourner vers les forces motrices de la Sélune qui en 1922 avait vu achever le barrage de la Roche qui Boit. Il y avait donc là, à proximité maintenant, une source importante d’énergie et après entente avec la municipalité, en 1922-1923 il transforma le secteur courant continu en courant alternatif. Un contrat de concession fut signé le 24 janvier 1924 pour trente ans et en 1932, à la suite de la mise en exploitation du barrage de Vezin, fut créé le Syndicat de Saint-Hilaire pour la distribution d’énergie électrique sur 22 communes. En 1940, l’achat du courant à haute tension de Vezin obligea le concessionnaire à faire construire une ligne spéciale qui fut détruite en 1944. Le courant ne fut rétabli à Saint-Hilaire qu'après les bombardements en septembre 1945 et l’année suivante la nationalisation sonna le glas des concessions privées.
En 1944, la ville se retrouve au milieu de la percée américaine et de la contre-attaque de Mortain. Le mercredi 14 juin, le centre est bombardé et quasiment détruit dans sa totalité, le marché avait été interdit la semaine précédente par l'occupant et fut repris. Heureusement, le bombardement ne commença qu'à 20 h. La ville fut ensuite reconstruite. Pourtant, le déroulement des évennements en 1944 est bien plus tragique qu'une simple opération militaire. 

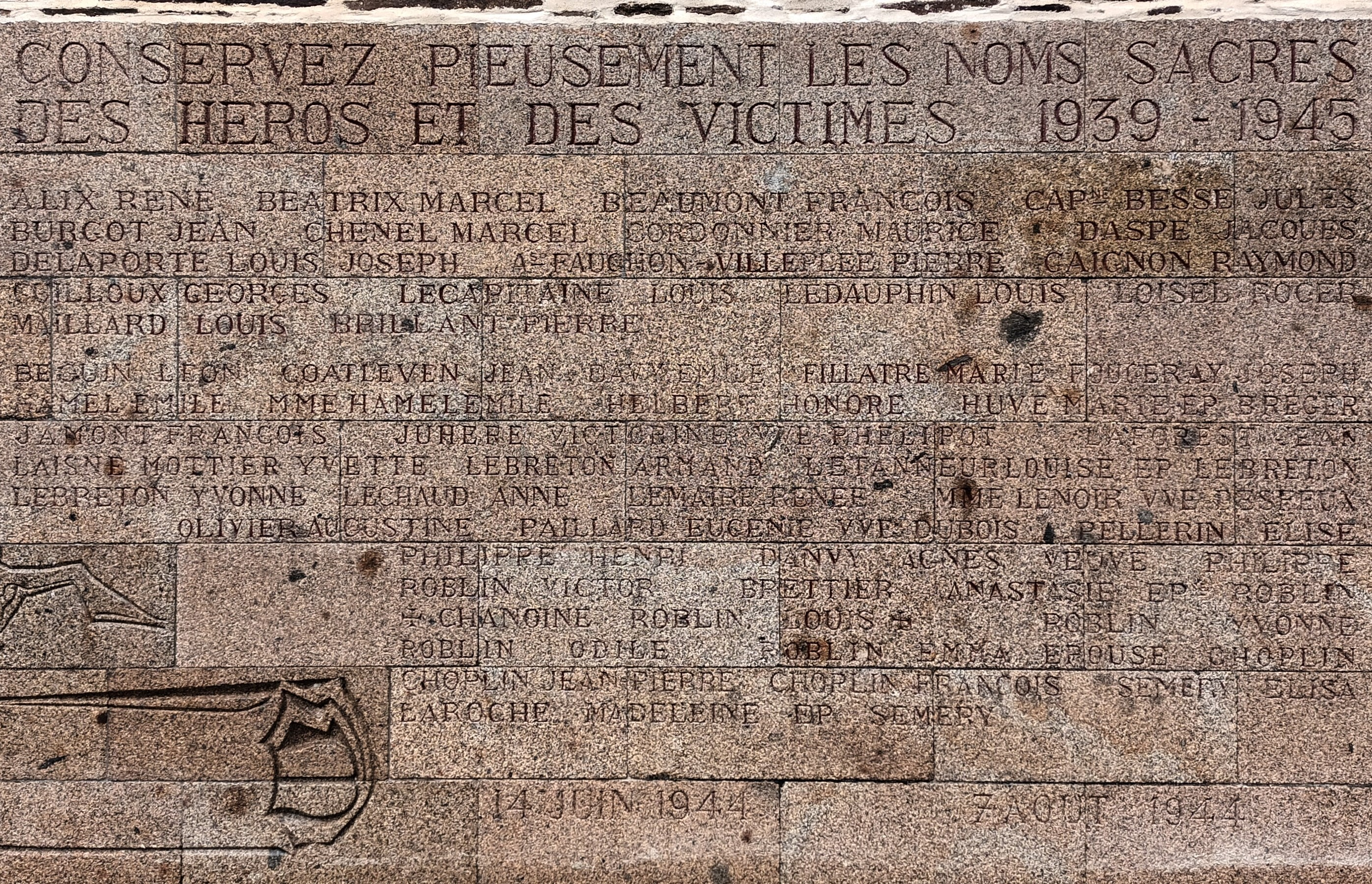
Le mémorial aux victimes de la seconde guerre mondiale.

Lors du débarquement le 6 juin 1944 les alliées ont largué des tractes incitant les habitants à évacuer la ville, car ils envisagent de la bombarder afin de créer une impasse pour d’éventuels renforts allemands sur l’axe, stratégiquement important, que représentent les routes de la ville. Soucieux de la sécurité des habitants, les autorités allemandes interdisent le marché, et assistent a l’évacuation de la ville. Pourtant, en l’absence d’un bombardement immédiat, les habitants commencent à rejoindre leurs maisons la semaine suivante, et le 14 juin voit un grand nombre de ceux-ci au marché, cette fois permis par les autorités. C’est ainsi que la tragédie se déroule le soir même avec le bombardement tardif qui détruit 80 % de la ville, et tuant une trentaine de ses habitants,.
Pendant la nuit du 1er août, le 3e bataillon du 358e régiment d'infanterie (en) arrivent à Isigny. À 11 h la compagnie I arrivent à la Sélune. Après une courte préparation de l’artillerie la compagnie K libèrent la ville, malgré une faible résistance de la part de quelques éléments de la 77e division d’infanterie, parmi les ruines. Les américains parviennent à sécurisé la ville à 15 h le 2 août. Ils comptent rester la nuit, mais ils reçoivent l’ordre de partir afin de sécuriser Louvigné-du-Désert à 18 h. Le capitaine Philip Lewis témoigne sur l’accueil des habitants des communes ainsi : « De la bonne volonté, du bonheur, de l’espoir, des rires, du soulagement ». C’est aussi le 2 août que le postier Louis Launay, de Milly, prend contact avec l’armée américaine. Le 3 août, les FFI participent à un combat au sud des Loges Marchis,,.
Le 6 août, la ville est la cible de nouveaux bombardements en préparation de l’opération Liège d’Hitler.

### Chemin de fer
Saint-Hilaire-du-Harcouët fut desservie par la ligne de chemin de fer à voie métrique de Landivy à Saint-Hilaire-du-Harcouët exploitée par les Chemins de fer de la Manche (CFM) puis par les Chemins de fer départementaux de la Mayenne (CFDM). Cette ligne, ouverte en 1909, fut interrompue durant la Première Guerre mondiale et ferma avant la Seconde Guerre mondiale.
La gare d'intérêt local se trouvait à proximité de la gare d'intérêt général. En plus de la gare, la ligne de Landivy à Saint-Hilaire-du-Harcouët desservait les haltes de La Goberie et de Saint-Hilaire-Ville sur le territoire de la commune. Elle fut démolie le 17 juin 1996 après sa fermeture officielle très controversée le 5 février 1993. Son apparence était sur le même modèle que la gare d'Avranches.

## Politique et administration

### Administration municipale
Jusqu'en 2015, le conseil municipal était composé de vingt-sept membres dont le maire et sept adjoints.

### Liste des maires
| Période                                  | Période               | Identité                                 | Étiquette       | Qualité                                                                                           |
| ---------------------------------------- | --------------------- | ---------------------------------------- | --------------- | ------------------------------------------------------------------------------------------------- |
| Les données manquantes sont à compléter. |                       |                                          |                 |                                                                                                   |
| 1789                                     | 1790                  | Jacques-Anne Lerebours de La Pigeonnière |                 | Avocat                                                                                            |
| 1790                                     | 1791                  | Denis-Gabriel Bréhier                    |                 | Notaire                                                                                           |
| 1791                                     | 1792                  | Jacques-Victor Le Bel                    |                 | Avocat, propriétaire                                                                              |
| 1792                                     | 1800                  | Julien-Louis Bécherel                    |                 | Docteur en médecine                                                                               |
| 1800                                     | 1814                  | Jean-Marie Delaroche                     |                 | Médecin                                                                                           |
| 1814                                     | 1815                  | Jacques-Victor Le Bel                    |                 | Avocat, propriétaire                                                                              |
| 1815                                     | 1816                  | Jean-Marie Delaroche                     |                 | Médecin                                                                                           |
| 1816                                     | 1819                  | Pierre-Victor Jenvrin                    |                 | Propriétaire                                                                                      |
| 1819                                     | 1821                  | Pierre Lerebours                         |                 |                                                                                                   |
| 1821                                     | 1825                  | M. Ruby                                  |                 | Directeur des Postes                                                                              |
| 1825                                     | 1830                  | Pierre-Victor Jenvrin                    |                 | Propriétaire                                                                                      |
| 1830                                     | 1848                  | André-Isidore Roullin                    |                 | Médecin                                                                                           |
| 1848                                     | 1852                  | Jacques-François Le Bel                  |                 | Avocat, propriétaire                                                                              |
| 1852                                     | 1852                  | M. Renault                               |                 | Ancien pharmacien                                                                                 |
| 1857                                     | 1878                  | Hippolyte Bréhier                        |                 | Avocat puis manufacturier, conseiller général de la Manche                                        |
| 1878                                     | 1878                  | Alphonse Youf                            |                 | Receveur de l'Enregistrement en retraite                                                          |
| 1878                                     | 1879                  | Victor-Denis-Paul Le Bel                 |                 | Propriétaire « vivant de son bien »                                                               |
| 1879                                     | 1886                  | Jules-Emmanuel Roullier                  |                 | Receveur des Contributions indirectes en retraite                                                 |
| 1886                                     | 1891                  | Félix Genest                             |                 | Minotier                                                                                          |
| 1891                                     | 1900                  | Hippolyte Pleutin                        |                 | Négociant en vins                                                                                 |
| 1900                                     | 1941                  | Arthur Lucien Lelièvre                   |                 | Commerçant                                                                                        |
| 1941                                     | 1944                  | Gustave Guérin                           |                 | Pharmacien, sénateur (1936-1941), nommé conseiller départemental en 1943                          |
| 1944                                     | 1959                  | Daniel Cuche                             | DVG puis DVD    | Chirurgien, Conseiller général (1945-1964), président du conseil général de la Manche (1945-1946) |
| mars 1959                                | juin 1962 (démission) | Claude Cheval                            |                 | Entrepreneur                                                                                      |
| juin 1962                                | mars 1983             | Paul Guinebault                          | DVD puis UDF-PR | Notaire, conseiller général (1964-1982)                                                           |
| mars 1983                                | mars 2008             | Michel Ganné                             | UDF puis UMP    | Inséminateur, conseiller général (1982-2008), vice-président du conseil général de la Manche (?)  |
| mars 2008                                | décembre 2015         | Gilbert Badiou,                          | SE              | Assureur                                                                                          |

| Période      | Période  | Identité        | Étiquette | Qualité  |
| ------------ | -------- | --------------- | --------- | -------- |
| janvier 2016 | mai 2020 | Gilbert Badiou  | SE        | Assureur |
| mai 2020     | En cours | Mikaëlle Seguin |           |          |

### Jumelages
- Zierikzee (Pays-Bas) depuis 1955.
- Saint-Pierre (Jersey)[18].

## Population et société

### Démographie
L'évolution du nombre d'habitants est connue à travers les recensements de la population effectués dans la commune depuis 1793. À partir du 1er janvier 2009, les populations légales des communes sont publiées annuellement dans le cadre d'un recensement qui repose désormais sur une collecte d'information annuelle, concernant successivement tous les territoires communaux au cours d'une période de cinq ans. 
Pour les communes de moins de 10 000 habitants, une enquête de recensement portant sur toute la population est réalisée tous les cinq ans, les populations légales des années intermédiaires étant quant à elles estimées par interpolation ou extrapolation. Pour la commune, le premier recensement exhaustif entrant dans le cadre du nouveau dispositif a été réalisé en 2005,.
En 2021, la commune comptait 3 675 habitants, en évolution de −5,77 % par rapport à 2015 (Manche : +0,44 %, France hors Mayotte : +2,49 %).
| 1793  | 1800  | 1806  | 1821  | 1831  | 1836  | 1841  | 1846  | 1851  |
| ----- | ----- | ----- | ----- | ----- | ----- | ----- | ----- | ----- |
| 2 050 | 1 957 | 2 376 | 2 414 | 2 759 | 2 877 | 2 994 | 3 828 | 4 132 |

| 1856  | 1861  | 1866  | 1872  | 1876  | 1881  | 1886  | 1891  | 1896  |
| ----- | ----- | ----- | ----- | ----- | ----- | ----- | ----- | ----- |
| 3 995 | 4 080 | 3 983 | 3 786 | 3 805 | 3 835 | 3 906 | 3 705 | 3 836 |

| 1901  | 1906  | 1911  | 1921  | 1926  | 1931  | 1936  | 1946  | 1954  |
| ----- | ----- | ----- | ----- | ----- | ----- | ----- | ----- | ----- |
| 3 775 | 3 621 | 3 519 | 3 076 | 3 144 | 3 278 | 3 600 | 3 293 | 3 950 |

| 1962  | 1968  | 1975  | 1982  | 1990  | 1999  | 2005  | 2010  | 2015  |
| ----- | ----- | ----- | ----- | ----- | ----- | ----- | ----- | ----- |
| 3 871 | 4 583 | 5 077 | 4 849 | 4 489 | 4 368 | 4 273 | 3 959 | 3 900 |

| 2018  | - | - | - | - | - | - | - | - |
| ----- | - | - | - | - | - | - | - | - |
| 3 781 | - | - | - | - | - | - | - | - |

### Activité et manifestations

#### Foire Saint-Martin
- La foire annuelle Saint-Martin a lieu chaque année début novembre et accueille plus de 150 000 visiteurs. Cette foire presque millénaire, à l'origine rurale et essentiellement agricole est devenue au fil des ans une foire exposition dans tous les domaines des besoins de la vie quotidienne. La foire est dorénavant thématique : après une foire Saint-Martin aux couleurs de l'Europe et un pôle développement durable en 2008, le thème de l'année 2009 est la Normandie[Passage à actualiser], le pôle du développement durable est intensifié dans le contexte général du développement économique du territoire. La fête foraine aux allures de parc d'attractions avec ses nombreux manèges, les expositions de matériels de plus en plus impressionnants, les posticheurs et vendeurs au « bagout » intarissable sont autant d'images qui surprennent et satisfont les visiteurs. Pendant la foire, la commune accueille également un concours foire, une foire aux bovins, chevaux et poneys et un marché aux chiens.

#### Conservatoire rural

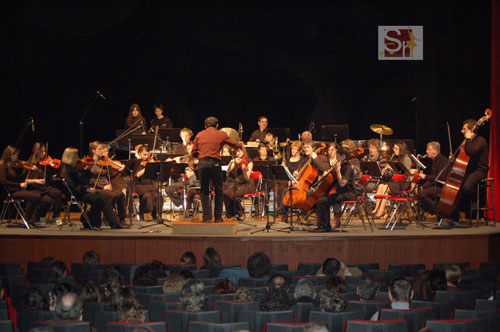
Conservatoire rural de Saint-Hilaire-du-Harcouët.

Le conservatoire rural de musique, de danse et de théâtre est une association loi de 1901, gérée par ses adhérents, avec le soutien financier de la ville de Saint-Hilaire-du-Harcouët et de la communauté de communes, et l’aide technique de la ville.
Ce conservatoire est géré par un bureau propre à chacune des sections musique, danse et théâtre, et par un conseil d’administration pour l’ensemble des activités. Il est affilié à la Confédération musicale de France. L'association propose, dans le cadre du contrat éducatif local, de faire découvrir la musique aux enfants des écoles du canton.
Les cours de musique et de chant choral, de danse classique et de danse modern’jazz ainsi que les cours d’art dramatique (théâtre) sont dispensés par une équipe pédagogique constituée d’un directeur et de 14 professeurs. L’enseignement suit un cursus pédagogique spécifique à chaque discipline, et s’adresse aux enfants (à partir de 4 ans) ainsi qu’aux adultes.
Des manifestations, concerts et spectacles sont organisés tout au long de l’année. Le conservatoire travaille en partenariat avec le milieu scolaire et nombre de structures locales.

#### Sports
Le club Saint-Hilaire-Virey-Landelles fait évoluer une équipe de football en ligue de Basse-Normandie et deux autres en divisions de district.

#### FestivalDessinator
En 2002 est créé un festival de bande dessinée, Dessinator. Pendant un week-end, des expositions, des ateliers, des rencontres et des dédicaces sont organisés. Mais l'originalité du festival réside surtout dans son tournoi de dessin entre dessinateurs professionnels autour d'un thème qui peut aller de Mozart (en 2003) aux Fables de La Fontaine (en 2008) ou passant par les elfes (en 2004) ou l'espace (en 2011) ou le cheval (en 2014). De nombreux auteurs participent chaque année et un trophée est remis au vainqueur du concours. Moloch est l'auteur le plus couronné du festival avec deux trophées (en 2006 et 2008).

#### FestivalArt en Bars
Créé en 2008, ce festival rassemble chaque année au mois de septembre des milliers de personnes dans les bars de la ville. C'est l'occasion pour de nombreuses familles de découvrir les expositions (sculptures, peintures...), d'assister aux spectacles (concerts, théâtre) et autres démonstrations de savoir-faire d'artistes locaux.

#### Art et sentiers
Tous les étés depuis 2009, cet événement mêle art et randonnée sur l'une des communes du canton. Ainsi, particuliers, artistes amateurs ou confirmés, scolaires, associations ou encore foyers participent à la réalisation d’œuvres éphémères pour le plus grand plaisir des marcheurs.

## Économie
- Le marché se tient tous les mercredis matin.
- L'hebdomadaire La Gazette de la Manche a son siège dans la commune.
- La commune dispose d'une antenne de la Chambre de commerce et d'industrie de Centre et Sud-Manche.

## Culture locale et patrimoine

### Lieux et monuments
- Église Saint-Hilaire (XIXe – XXe siècles), néogothique de N. Théberge au XIXe et H. Delaage à la reconstruction, consacrée en 1855. Elle abrite un Chemin de croix de Fanny Delaage, trois ampoules aux Saintes huiles du XVIIe classées en 1952 au titre objet aux monuments historiques[24], un maître-autel et statuaire du XXe d'Étienne Rebuffet, une verrière du XXe de Jacques Lechevallier, les statues de saint Hilaire et saint Yves du XVIIIe[4].
- Portail de l'ancien château fort du XVIIe siècle, remonté à l'entrée du cimetière.
- Tour de l'ancienne église achevée en 1495, un des rares vestiges médiévaux subsistant après les bombardements de 1944 servant de baptistère dû à Yves-Marie Froidevaux, classée au titre des monuments historiques en 1921[25] : contreforts d'angle, fenêtres en accolade ; fresques de Marthe Flandrin 1947, rénovée dans son intégralité en 2019-2020.
- Manoir du Jardin, inscrit aux monuments historiques[26] : façades et toitures du logis et de la chapelle vers 1590.
- Chapelle du monastère Sainte-Claire de Saint-Joseph (La Verrière).
- Chapelle Saint-Yves de la fin du XIVe siècle.
- Jardin public inscrit à l'IGPC[27].
- Ancien monastère des clarisses, devenu la Verrière, et qui abrita jusqu'en 2017 un espace d'exposition. Le site en cours d'aménagement devrait rouvrir en 2025.
- Fontaines.
- La léproserie, ou ancien hôpital médiéval, situé rue de la Richardière, dans le bas de la ville, côté Sud.

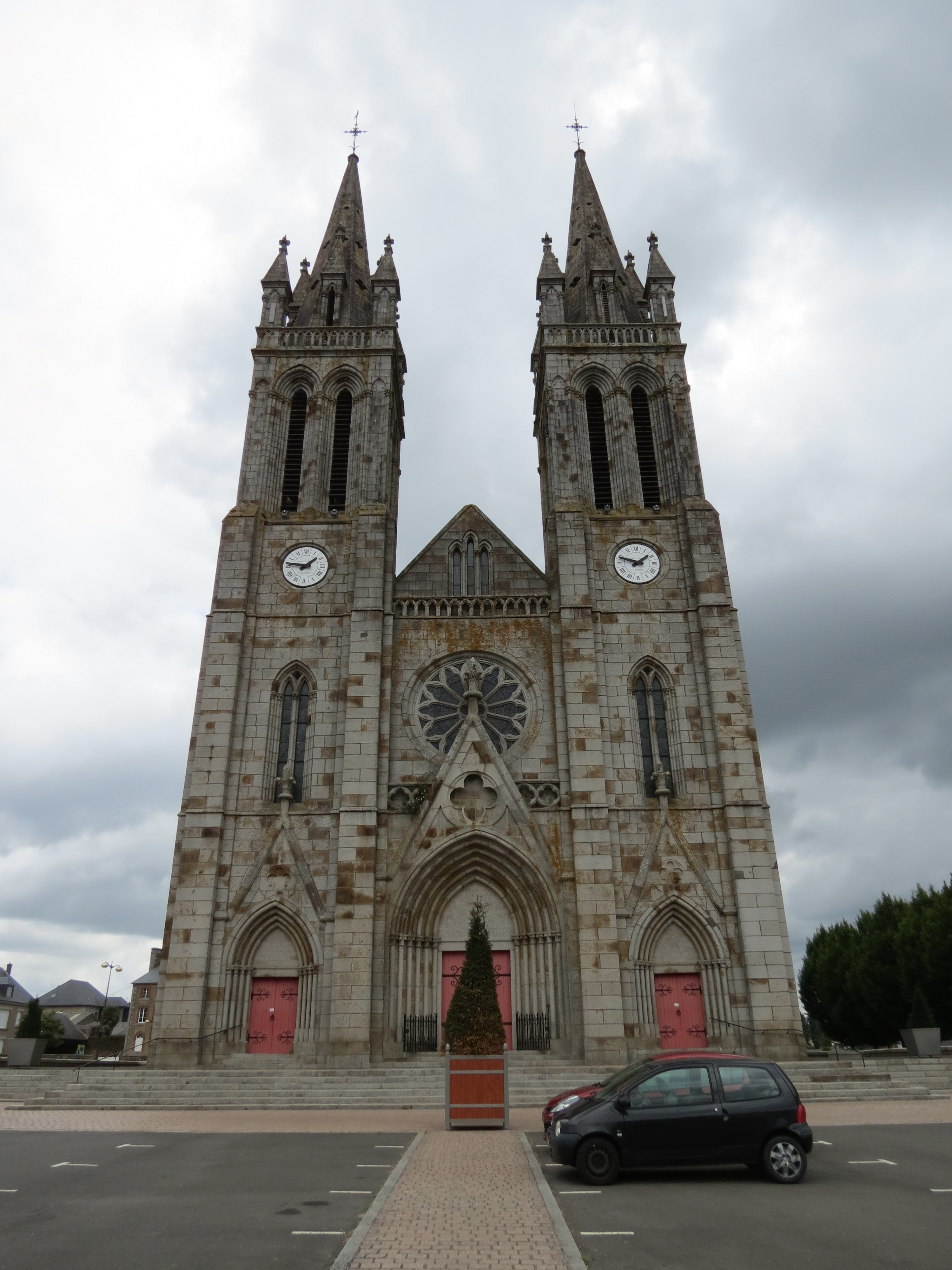
L'église Saint-Hilaire.
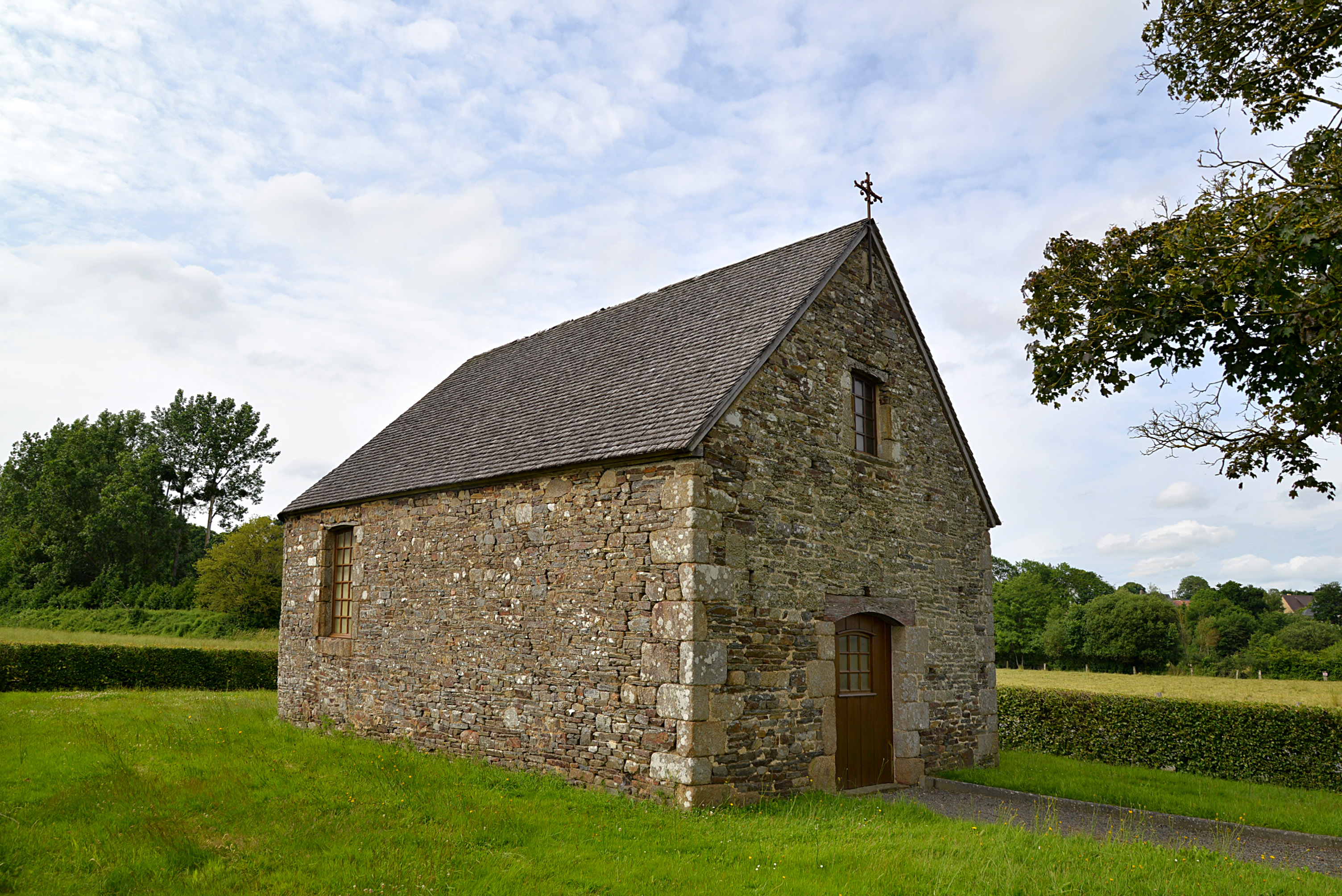
La chapelle Saint-Yves.
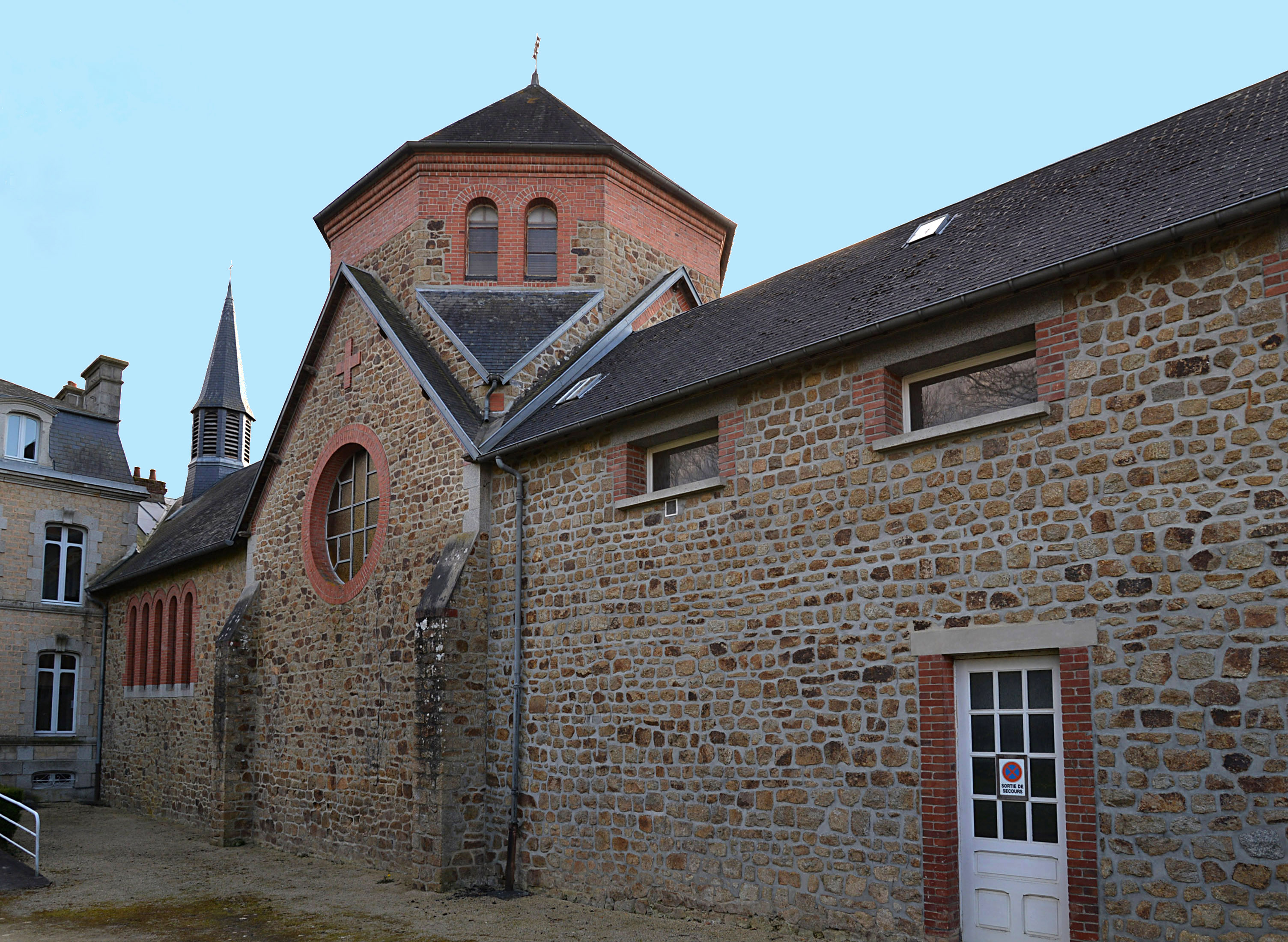
La chapelle du monastère Sainte-Claire.
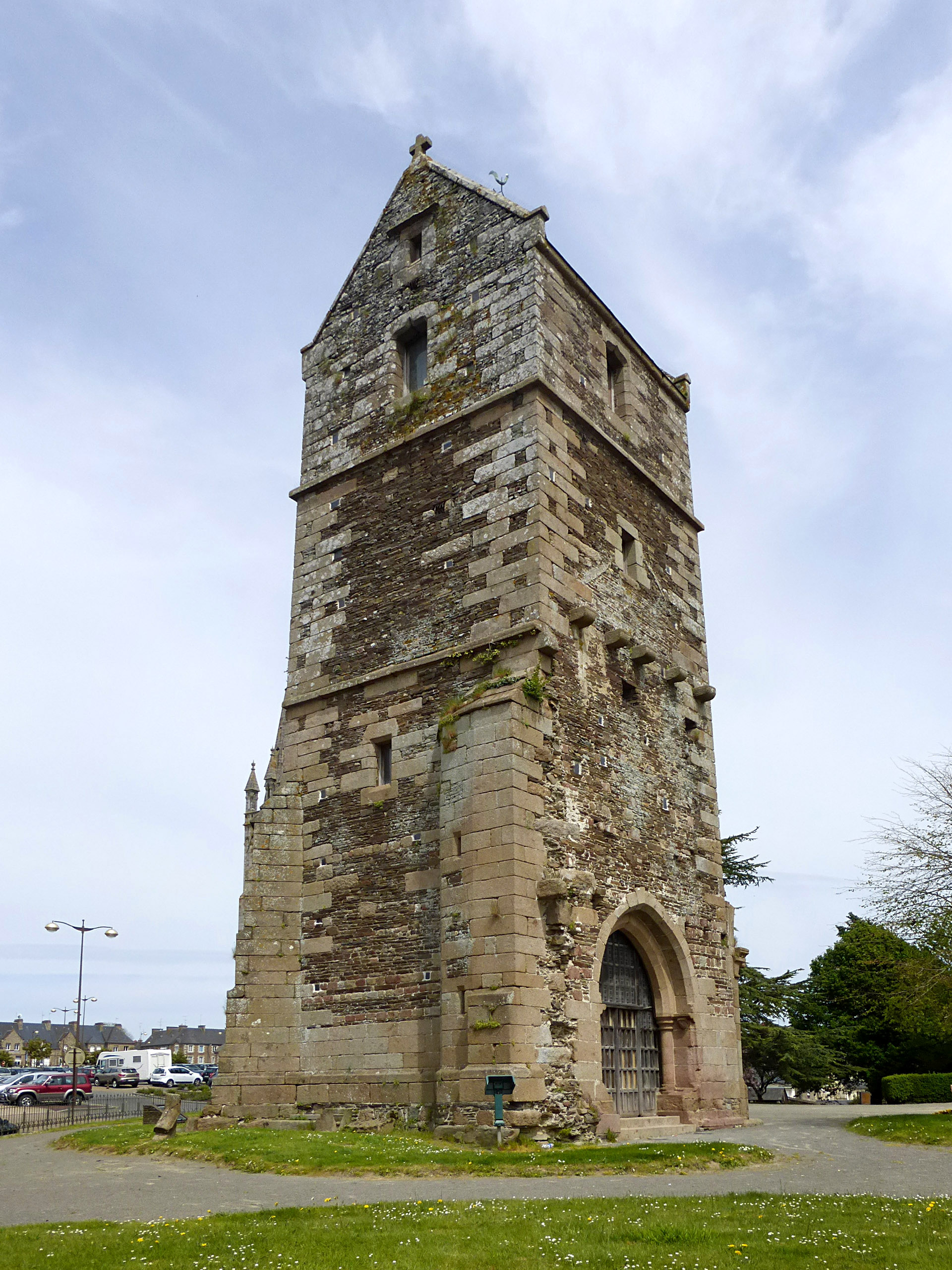
Le clocher de l'ancienne église.

### Personnalités liées à la commune
- Le chevalier Rudoph ou Rodolphe de Saint-Hilaire du Harcourt, premier seigneur de Samarès, qui reçut le manoir de Samarès situé sur l'île de Jersey du duc de Normandie Guillaume II dit Guillaume le Conquérant.
- François Bécherel (Saint-Hilaire-du-Harcouët, 1732 - 1815), député du clergé en 1789 et premier évêque constitutionnel de la Manche en 1791.
- Jacques-Anne Lerebours de La Pigeonnière (Saint-Hilaire-du-Harcouët, 1740 - Saint-Hilaire-du-Harcouët, 1826) député de la Manche (1791-1792).
- Jacques Joseph Bréhier (Saint-Hilaire, 1800 - 1872), homme politique.
- François de Tessan (Saint-Hilaire, 1883 - 1944), homme politique.
- Marin-Marie (1901 - Saint-Hilaire, 1987), peintre de marine.
- Achille Zavatta (1915-1993), clown, a vécu à Saint-Hilaire.
- Manu Dibango (né en 1933), saxophoniste et chanteur camerounais, a commencé le saxophone lors de vacances à Saint-Hilaire en 1953[28].
- Robert Le Gall (né en 1946 à Saint-Hilaire), archevêque de Toulouse, Saint-Bertrand-de-Comminges et Rieux.
- Yves Boudier (né en 1951 à Saint-Hilaire), poète.
- Michael Jones (né en 1952), chanteur, guitariste de Jean-Jacques Goldman a vécu à Saint-Hilaire[29] en 1978.
- Jean-Claude Bagot (né en 1958 à Saint-Hilaire), coureur cycliste professionnel.
- Mikaël Cherel (né en 1986 à Saint-Hilaire), coureur cycliste professionnel.
- Arnaud Courteille (né en 1989 à Saint-Hilaire), coureur cycliste professionnel.

### Héraldique
| Blason de Saint-Hilaire-du-Harcouët | Blason  | De gueules à la tour d'argent maçonnée de sable surmontée de trois étoiles d'or rangées en chef. |
| Blason de Saint-Hilaire-du-Harcouët | Détails |                                                                                                  |